# Rex Roe
Sir Rex David Roe, GCB, AFC (* 4. Mai 1925; † 3. November 2002) war ein britischer Offizier der Royal Air Force, der als General (Air Chief Marshal) zwischen 1978 und 1981 als Mitglied für Versorgung und Organisation (Air Member for Supply and Organisation) dem Luftwaffenausschuss (Air Force Board) angehörte.

## Leben

### Offiziersausbildung, Offizier und Stabsoffizier
Rex David Roe begann nach dem Besuch der City of London School ein Studium an der University of London. Er trat allerdings während des Zweiten Weltkrieges 1943 in die Royal Air Force ein und absolvierte eine Pilotenausbildung in Kanada. Nach seiner Rückkehr wurde er im Metropolitan Fighter Sector der No. 11 Group RAF eingesetzt und am 29. März 1945 zunächst zum Leutnant (Pilot Officer) sowie am 29. September 1945 zum Oberleutnant (Flying Officer) befördert. Er wurde daraufhin als Berufssoldat (Permanent Commission) in die RAF übernommen und erhielt am 29. September 1948 seine Beförderung zum Hauptmann (Flight Lieutenant). Nachdem er zwischen 1950 und 1951 als Pilot in der No. 203 Squadron RAF eingesetzt war, war er von 1951 und 1953 als Ausbilder an der Schule für Marinefliegeraufklärung (School of Maritime Reconnaissance) und besuchte daraufhin einen Lehrgang für Fluglehrer an der Zentralen Flugschule CFS (Central Flying School). Er war zwischen 1953 und 1956 Fluglehrer QFI (Qualified Flying Instructor) an einer Flugschule FTS (Flying Training School) tätig und wurde am 1. Juni 1953 erstmals mit der Queen’s Commendation for Valuable Service in the Air (QCVSA) ausgezeichnet.
Während dieser Verwendung wurde Roe am 1. Juli 1955 zum Major (Squadron Leader) befördert und befand sich daraufhin zwischen dem 30. Mai 1956 und 1959 auf einem Austauschposten als Kommandant (Commanding Officer) der Zentralen Flugschule der Royal New Zealand Air Force (RNZAF). Nach seiner Rückkehr besuchte er zwischen 1959 und Juni 1960 das Royal Air Force Staff College Bracknell und übernahm daraufhin vom 1. Juni 1960 bis zum 14. Juni 1962 den Posten als Kommandeur der No. 204 Squadron RAF. In dieser Zeit wurde er am 1. Juli 1960 zum Oberstleutnant (Wing Commander) befördert sowie am 2. Juni 1962 erneut mit der Queen’s Commendation for Valuable Service in the Air geehrt. Danach wurde er am 1. Dezember 1962 Mitglied des Führungsstabes der Schule für Luftkriegsführung (College of Air Warfare) und wurde am 1. Januar 1963 mit dem Air Force Cross (AFC) ausgezeichnet. Nach seiner Beförderung zum Oberst (Group Captain) am 1. Juli 1964 war er zwischen dem 1. Juli 1964 und dem 4. August 1967 erst Leitender Stabsoffizier SASO (Senior Air Staff Officer) der No. 18 Group RAF sowie im Anschluss vom 4. August 1967 bis zum 18. Februar 1969 Kommandant des Luftwaffenstützpunktes RAF Syerston.

### Aufstieg zumAir Chief Marshal
Rex Roe war im Luftwaffenstab vom 1. März 1969 bis Januar 1971 Leiter des Referats Flugausbildung (Director of RAF Flying Training) und wurde als solcher am 1. Juli 1969 zum Brigadegeneral (Air Commodore) befördert. Er besuchte im Anschluss zwischen 1971 und 1972 das Royal College of Defence Studies (RCDS) und erhielt am 1. Januar 1972 seine Beförderung zum Generalmajor (Air Vice-Marshal). Daraufhin war er im Verteidigungsministerium (Ministry of Defence) zwischen dem 29. April 1972 und dem 28. März 1974 stellvertretender Kontrolleur für Flugzeuge beim Leiter der Beschaffung von Verteidigungsgütern (Deputy Controller, Aircraft, Chief of Defence Procurement) und wurde in dieser Zeit am 1. Januar 1974 Companion des Order of the Bath (CB). Im Anschluss fungierte er vom 29. März 1974 bis November 1975 als Leitender Stabsoffizier im Hauptquartier der britischen Luftstreitkräfte im Nahen Osten (Senior Air Staff Officer, HQ Near East Air Force).
Daraufhin wurde Roe am 31. Januar 1976 als Nachfolger von Air Marshal Sir Neville Stack Oberkommandierender des Ausbildungskommandos (Air Officer Commanding-in-Chief, RAF Training Command) und bekleidete diesen Posten bis zur Auflösung des Kommandos im Juni 1977. Als solcher wurde er am 1. Juli 1976 zum Generalleutnant (Air Marshal) befördert und am 31. Dezember 1976 auch zum Knight Commander des Order of the Bath (KCB) geschlagen, so dass er seither den Namenszusatz „Sir“ führte.
Am 13. Juni 1977 löste Roe Air Marshal Sir Reginald Harland als Oberkommandierender des Luftwaffenunterstützungskommandos (Air Officer Commanding-in-Chief, RAF Support Command) ab und behielt diese Funktion bis August 1978, woraufhin Air Marshal Sir Keith Williamson sein Nachfolger wurde. Zuletzt wurde Roe am 1. Dezember 1978 nach seiner Beförderung zum General (Air Chief Marshal) Nachfolger von Air Marshal Sir John Nicholls als Mitglied für Beschaffung und Organisation (Air Member for Supply and Organisation) im Luftwaffenausschuss (Air Force Board) des Verteidigungsministeriums und verblieb in dieser Verwendung bis zu seiner Ablösung durch Air Marshal Sir John Rogers im Juli 1981. Während dieser Zeit wurde er am 31. Dezember 1980 zum Knight Grand Cross des Order of the Bath (GCB) erhoben. Am 1. Januar 1981 trat er in den Ruhestand.
Aus seiner 1948 geschlossenen Ehe mit Helen Sophie Nairn, die 1981 verstarb, gingen ein Sohn und eine Tochter hervor.